# جزیرک ایمنی

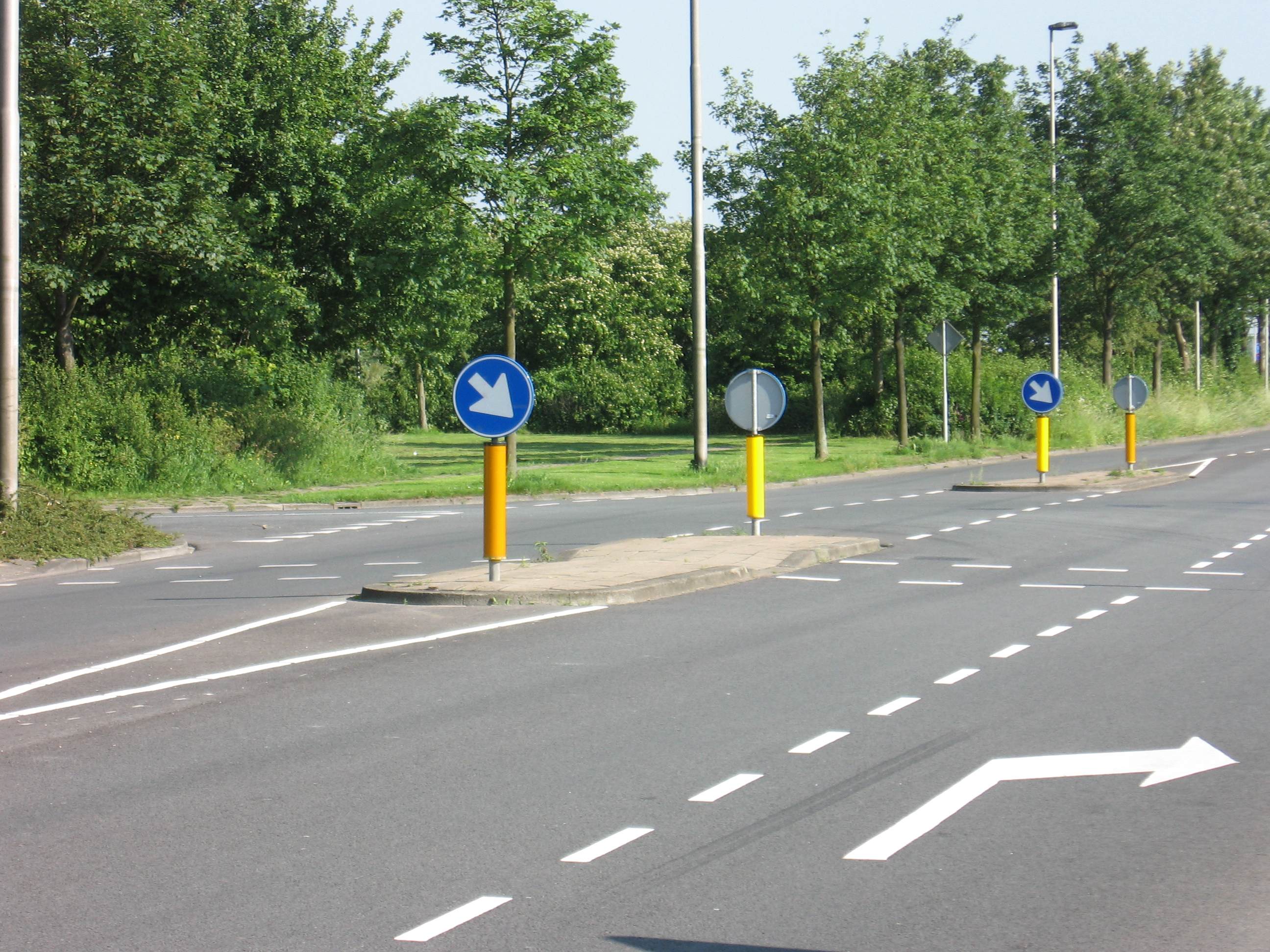
یک جزیرک ایمنی بدون چراغ راهنمایی

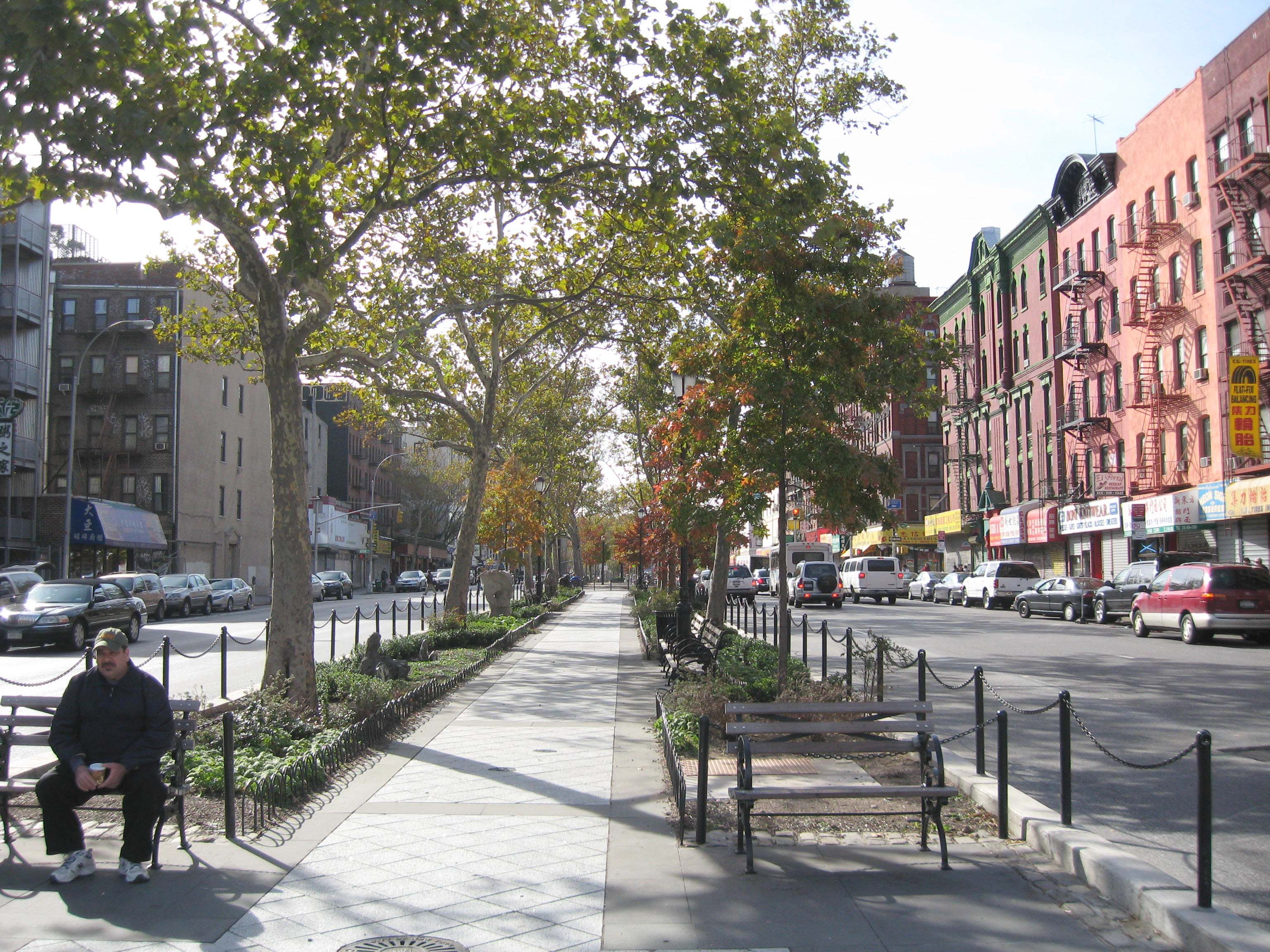
یک جزیرک ایمنی وسیع

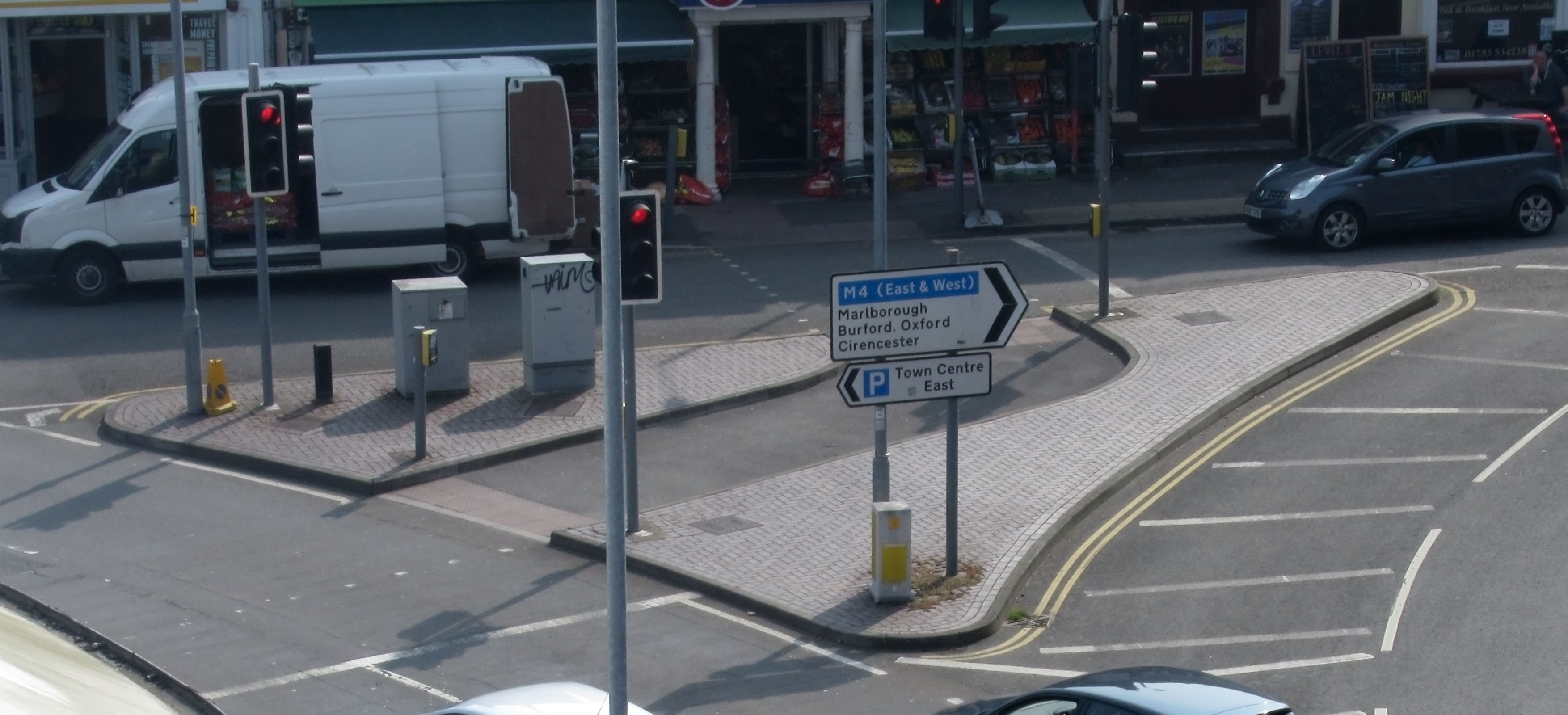
جزیرکی با چراغ راهنمایی

جزیرک ایمنی یا جزیرک پناهگاه (به انگلیسی:refuge island) عابر پیاده که به عنوان پناهگاه عابر پیاده یا جزیره عابر پیاده نیز شناخته می‌شود، بخش کوچکی از روساز یا پیاده‌رو است که توسط آسفالت یا سایر مصالح جاده احاطه شده‌است و عابران می‌توانند قبل از پایان عبور از جاده در آن توقف کنند. معمولاً زمانی استفاده می‌شود که یک خیابان بسیار عریض است، زیرا گذرگاه عابر پیاده ممکن است برای برخی افراد طولانی باشد و آنها ممکن است در یک چرخه چراغ راهنمایی نتوانند از خیابان عبور کنند. آنها همچنین ممکن است در جاده‌هایی با محدودیت سرعت بالاتر دیده شوند.
همچنین می‌توان از جزیرک‌های ایمنی زمانی استفاده کرد که هیچ نوری وجود نداشته باشد و عابران پیاده پس از مدیریت یک جهت ترافیک و قبل از حرکت در جهت بعدی، به ایستگاه امنی نیاز داشته باشند. این امر به‌طور قابل توجهی آسایش عابران پیاده را که سعی در عبور از خیابان‌های شلوغ دارند را بهبود می‌بخشد، زیرا آنها به احتمال زیاد نیاز به پیدا کردن دو شکاف کوچک در ترافیک پیدا می‌کنند تا موقعیتی را برای گذر بیابند. از آنجایی که این امر میانگین زمان انتظار عابران پیاده را کاهش می‌دهد، ایمنی را نیز بهبود می‌بخشد و عابران پیاده کمتر از شکاف‌هایی استفاده می‌کنند که برای عبور ایمن بسیار کوتاه هستند.